# Tajemnica maklerska
Tajemnica maklerska – termin języka prawnego zawarty w rozdziale 1 działu VI ustawy z dnia 29 lipca 2005 r. o obrocie instrumentami finansowymi. 
Zgodnie z art. 147 ustawy ta tajemnica zawodowa obejmuje informację uzyskaną przez maklera w związku z podejmowanymi czynnościami służbowymi w ramach pozostawania w stosunku pracy, zlecenia lub w innym stosunku prawnym o podobnym charakterze, dotyczącą chronionych prawem interesów podmiotów dokonujących czynności związanych z obrotem instrumentami finansowymi, lub innych czynności w ramach regulowanej ustawą działalności objętej nadzorem Komisji lub zagranicznego organu nadzoru, jak również dotyczącą czynności podejmowanych w ramach wykonywania tego nadzoru, w szczególności informację zawierającą:
- dane identyfikujące stronę umowy lub innej czynności prawnej
- treść umowy lub przedmiot czynności prawnej
- dane o sytuacji majątkowej strony umowy, w tym oznaczenie rachunku papierów wartościowych, innego rachunku, na którym zapisywane są instrumenty finansowe niebędące papierami wartościowymi, lub rachunku pieniężnego służącego do obsługi tych rachunków, liczbę i oznaczenie instrumentów finansowych, oraz wartość środków zgromadzonych na tych rachunkach
- oznaczenie rachunku zbiorczego, liczbę i oznaczenie zapisanych na nim instrumentów finansowych oraz dane osób uprawnionych z tych instrumentów finansowych.

Pojęcie tajemnicy maklerskiej wprowadziła uchylona ustawa z 21 sierpnia 1997 r. o publicznym obrocie papierami wartościowymi.